# Hardenberg (Familienname)
Hardenberg ist ein deutscher Familienname.

## Familien
- Hardenberg (niedersächsisches Adelsgeschlecht)
- Hardenberg (westfälisches Adelsgeschlecht)

## Namensträger
- Albert Hardenberg (Albert Rizaeus; um 1510–1574), deutscher Reformator niederländischer Herkunft
- Anton von Hardenberg (Sylvester; 1780–1825), deutscher Politiker und Dichter
- Arne Hardenberg (* 1973), grönländischer Skirennläufer
- Askan von Hardenberg (1861–1916), deutscher Landrat und Staatsrat
- Astrid Gräfin von Hardenberg (1925–2015), deutsche Beamtin, Vorsitzende der Carl-Hans von Hardenberg Stiftung
- August Ulrich von Hardenberg (1709–1778), deutscher Beamter und Diplomat
- August Wilhelm Karl von Hardenberg (1752–1824), deutscher Hofbeamter und Politiker
- Auguste von Hardenberg (1809–1893), deutsche Adlige und Frauenfunktionärin
- Carl von Hardenberg (1776–1813), sächsischer Beamter und Dichter (Pseudonym: Roßdorf)
- Carl von Hardenberg (Oberhofmarschall) (Carl Philipp von Hardenberg; 1756–1840), deutscher Jurist und Oberhofmarschall des Königreichs Hannover
- Carl Adolf Christian von Hardenberg (1794–1866), freier Standesherr auf Neu-Hardenberg, erbliches Mitglied des preußischen Herrenhauses
- Carl Albrecht Jost Graf von Hardenberg (* 1955), Land- und Forstwirt, Unternehmer (Hardenberg-Wilthen)
- Carl Georg Graf von Hardenberg (* 1988), Vorstandsassistent und Geschäftsführer (Hardenberg-Wilthen)
- Carl-Hans Graf von Hardenberg (1891–1958), Landwirt, Politiker und Widerstandskämpfer während des NS-Regimes
- Carl Graf von Hardenberg (1893–1965), Land- und Forstwirt, Unternehmer und Landrat des Landkreises Northeim
- Carl Hans Adolf Graf von Hardenberg (1923–2004), Land- und Forstwirt, Unternehmer (Hardenberg-Wilthen)
- Carl Hildebrand Christian von Hardenberg (1827–1873), Freier Standesherr auf Neu-Hardenberg, erbliches Mitglied des preußischen Herrenhauses
- Christian Ludwig von Hardenberg (Feldmarschall, 1663) (1663–1736), deutscher hannoverscher Feldmarschall
- Christian Ludwig von Hardenberg (Feldmarschall, 1700) (1700–1781), deutscher hannoverscher Feldmarschall
- Christian Ulrich von Hardenberg (Christianus Ulricus ab Hardenberg; 1663–1735), hannoverscher Diplomat,  Schlosshauptmann, Hofmarschall und Kammerpräsident
- Dietrich von Hardenberg (1465–1526), Bischof von Brandenburg
- Eiler Hardenberg (* 1499/1500; † 1566), dänischer Adliger
- Ernst Christian Georg August von Hardenberg (1754–1827), deutscher Politiker und Diplomat
- Friedrich Karl von Hardenberg (1696–1763), deutscher Diplomat und Gartenarchitekt
- Friedrich August von Hardenberg (1700–1768), deutscher Politiker
- Fritz von Hardenberg (1954–2010), deutscher Schauspieler und Synchronsprecher
- Georg Adolph Gottlieb von Hardenberg (1765–1816), deutscher Kammerherr und Jäger
- Georg Gottlieb Leberecht von Hardenberg (1732–1822), deutscher Adliger und Hofmarschall
- Georg Ludwig von Hardenberg (1720–1786), deutscher Geistlicher und Kirchenlieddichter
- Georg Philipp Friedrich von Hardenberg, eigentlicher Name von Novalis (1772–1801), deutscher Schriftsteller
- Georg Wilhelm von Hardenberg (1705–1774), Deutschordenskomtur und kursächsischer Generalmajor
- Gerd Hardenberg (* 1941), deutscher Politiker (CDU, PRO, Off. D)
- Günther Graf von Hardenberg (1918–1985), Gründer der Autohauskette in Donaueschingen
- Hans von Hardenberg (Politiker) (1824–1887), deutscher Politiker und Landrat
- Hans Carl Graf von Hardenberg (1909–1996), deutscher Diplomat
- Hans Ernst von Hardenberg (1729–1797), deutscher Politiker, Diplomat und Freimaurer
- Harry Hardenberg (* 1935), deutscher Fotograf
- Heinrich Graf von Hardenberg (1902–1980), deutscher Diplomat
- Heinrich Ulrich Erasmus von Hardenberg (1738–1814), deutscher Salinendirektor
- Helmuth von Hardenberg (1842–1915), preußischer Generalmajor
- Henriette Hardenberg (1894–1993), deutsche Dichterin
- Hildebrand Christoph von Hardenberg (1621–1682), deutscher Adliger, Statthalter in Braunschweig
- Horst O. Hardenberg (1934–2000), deutscher Ingenieur und Hochschulprofessor
- Isa von Hardenberg (* 1941), deutsche Eventmanagerin
- Julie Edel Hardenberg (* 1971), grönländisch-dänische Künstlerin und Autorin
- Karl August von Hardenberg (1750–1822), deutscher Staatsmann und Fürst
- Kuno von Hardenberg (1871–1938), deutscher Kunsthistoriker, Maler, Innenarchitekt, Museumsdirektor, Schriftsteller und Großherzoglicher Hofmarschall von Hessen-Darmstadt
- Lambertus Hardenberg (Maler, 1744) (1744–1819), Arabeskenmaler
- Lambertus Hardenberg (Maler, 1822) (1822–1900), niederländischer Landschafts- und Vedutenmaler sowie Radierer und Lithograf
- Lambertus Hardenberg (Jurist) (* 1924), Jurist
- Lucie von Hardenberg (1776–1854), deutsche Gartengestalterin
- Philipp Adam von Hardenberg (1695–1760), deutscher Domherr und Besitzer mehrerer Rittergüter
- Reinhild Gräfin von Hardenberg (1923–2016), deutsche Widerstandskämpferin
- Roland Hardenberg (* 1967), deutscher Ethnologe
- Siegfried Kappe-Hardenberg (1915–1989), deutscher Journalist und Verleger
- Sophie von Hardenberg (1821–1898), deutsche Novalis-Forscherin und Antifeministin
- Svend Hardenberg (* 1969), grönländischer Beamter, Unternehmer und Schauspieler
- Theo Hardenberg (1908–1975), deutscher Pädagoge, Heimatforscher und Museumsleiter
- Tita von Hardenberg (* 1968), deutsche Fernsehmoderatorin
- Werner von Hardenberg (1829–1909), preußischer Generalleutnant